# Ljubinci
Ljubinci (cyr. Љубинци) – wieś w Serbii, w okręgu rasińskim, w gminie Aleksandrovac. W 2011 roku liczyła 276 mieszkańców.